# Богатырь (скала)
Богаты́рь — известняковая скала (камень) на левом берегу реки Чусовой, в окрестностях посёлка Староуткинска, в Шалинском районе Свердловской области. Геоморфологический, ботанический и историко-литературный памятник природы Свердловской области.
Высота камня составляет около 35 метров. Гладкие стены камня являются следствием воздействия древнего ледника. На плоской вершине растут ели и сосны, на склонах произрастает комплекс скальной флоры. С вершины открывается вид на реку Чусовую, реку Дарью, впадающую напротив, и гору Сабик.
Камень упоминается в произведениях Д. Н. Мамина-Сибиряка (1852—1912). В 1912 году эти места сфотографировал фотограф С. М. Прокудин-Горский (1863—1944). Известна фотография камня Богатырь, сделанная уральским фотографом В. Л. Метенковым (1857—1933).